# Margaritifer Terra
Margaritifer Terra é uma região antiga e repleta de crateras em Marte. Ela está centrada pouco a sul do equador marciano, a 4.9° S 25° W, e cobre uma área de 2.600 km em sua extensão máxima. Esta área exibe "terreno caótico", canais de escoamento, e planícies aluviais a presença dessas formações geológicas indica inundações gigantescas. Padrões de erosão eólica também estão em evidência. Uma região dentro desta terra exibe algumas das maiores densidades de redes de vales no planeta. Ares Vallis é outra formação geológica notável, onde os padrões de fluxo estão em evidência; esta região foi o local de aterrissagem das sondas Mars 6 e Mars Pathfinder da NASA.
Acredita-se que as crateras Holden e Eberswalde em Margaritifer Terra sejam remanescentes de lagos antigos por exibirem deltas e o mineral esmectita de ferro e magnésio, que necessita de água para se formar. 

Margaritifer Terra recebeu este nome em 1979, em referência à Costa da Pérola, sul da Índia.